# Gunnar B. Stickler

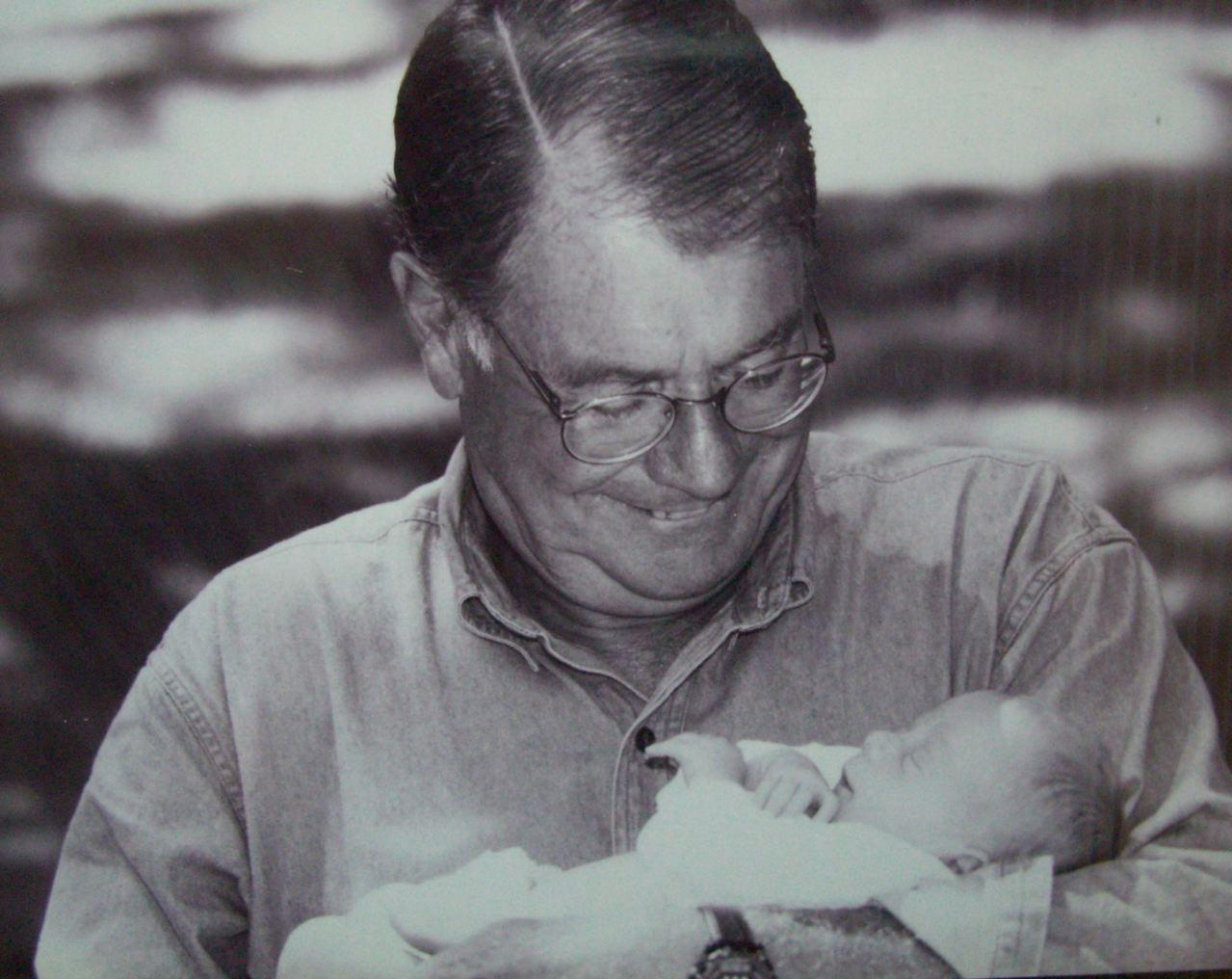
Gunnar B. Stickler

Gunnar B. Stickler (* 13. Juni 1925 in Peterskirchen; † 4. November 2010 in Minneapolis, Minnesota) war ein deutschamerikanischer Kinderarzt. Das Stickler-Syndrom wurde nach ihm benannt.

## Leben
Gunnar Stickler besuchte bis 1943 das Wilhelmsgymnasium München. Er studierte an den Universitäten in Wien, Erlangen und München Medizin und promovierte 1948 mit der Arbeit Die Einwirkungen des Lichtes, insbesondere des Ultraviolettlichtes auf das vegetative System. Im Jahre 1951 wanderte er in die Vereinigten Staaten aus, wo er zunächst am Mountainside Hospital, Montclair in New Jersey, und danach an der Mayo Clinic in Minnesota als Kinderarzt tätig war. 1965 publizierte er die Arbeit über die erbliche progressive Arthro-ophthalmopathie, jetzt als Stickler-Syndrom bekannt. 1973 wurde er Direktor der Mayo Kinderklinik. Während seines Lebens verfasste er über 200 Artikel in medizinischen Zeitschriften. Stickler war verheiratet und hatte zwei Kinder. 1989 ging er in den Ruhestand und starb 2010.